# Fotella
Fotella là một chi bướm đêm thuộc họ Noctuidae.

## Các loài
- Fotella notalis Grote, 1882 (đồng nghĩa: Fotella fragosa (Grote, 1883), Fotella olivia Barnes & McDunnough, 1912, Fotella olivioides Barnes & Benjamin, 1926)